# Liv Tyler
Liv Rundgren, més coneguda com a Liv Tyler, (Ciutat de Nova York, 1 de juliol de 1977) és una actriu estatunidenca. És filla del líder del grup Aerosmith, Steven Tyler. Neta d'un italià, té arrels russes, noruegues i dels americans nadius.
Està casada amb el líder de la banda Spacehog, el britànic Royston Langdon amb qui té un fill, Milo William Langdon, nascut el 14 de desembre de 2004 a l'hospital de Nova York.

## Els seus primers anys
Filla de la cantant de rock i model estatunidenca Bebe Buell, Liv cregué fins als 11 anys que era filla de l'estrella del rock Todd Rundgren. Fou a aquesta edat que s'adona de la seva semblança amb l'amic de la família, el cantant i líder del grup Aerosmith, Steven Tyler i, sobretot, amb la seva germana Mia Tyler. Davant de l'evidència, la seva mare li explicà la veritat i a partir de llavors adoptà el cognom del seu pare biològic: Tyler.
Als 14 anys es mudà amb la seva mare a Nova York per exercir com a model. Va ser portada de diverses revistes i va rodar el seu primer anunci publicitari. Aquest primer contacte amb el món de la interpretació la feu adonar que el que volia ser realment era actriu.

## Carrera artística
L'any 1994 va ser el del seu debut en el cinema essent escollida en el càsting de dues pel·lícules: Testimoni en silenci (Silent Fall) i Heavy. La gravació d'aquesta segona es va haver d'endarrerir fins a l'any 1995 per esperar que acabés la filmació de la primera. A més, prèviament, la seva cara s'havia fet famosa per la gravació del videoclip "Crazy" del grup Aerosmith juntament amb l'encara desconeguda Alicia Silverstone.
La seva primera gran oportunitat arriba l'any 1996 quan actuà a Bellesa Robada de Bernardo Bertolucci. A partir d'aquí la seva valoració fou a més, participant en pel·lícules tan conegudes com The Wonders o El secret dels Abbott. Finalment, l'any 1998 tingué el seu primer contracte estrella, a la taquillera pel·lícula Armageddon, juntament amb Ben Affleck i Bruce Willis.
Però la seva carrera encara no havia tocat sostre, i l'any 2001 aconseguí un paper protagonista en una de les pel·lícules més ambicioses de la història del cinema, esdevingué la princesa Arwen a la trilogia del Senyor dels anells de Peter Jackson i es consolidà com una de les grans actrius de Hollywood.

## Curiositats
- El nom de Liv el van triar per l'actriu Noruega Liv Ullmann.

## Filmografia
- Testimoni en silenci (Silent Fall) (1994): Sylvie Warden
- Empire Records (1995): Corey Mason
- Heavy (1995): Callie
- That Thing You Do! (1996): Faye Dolan
- Bellesa robada (1996): Lucy
- U Turn (1997): Girl in Bus Station
- Inventing the Abbotts (1997): Pamela Abbott
- Armageddon (1998): Grace Stamper
- No puc esperar (Can't Hardly Wait) (1998) (veu fora dels crèdits): Gum Girl
- Onegin (1999): Tatyana Larina
- Cookie's Fortune (1999): Emma Duvall
- Plunkett i MacLeane (Plunkett & Macleane) (1999): Lady Rebecca Gibson
- El doctor T i les dones (Dr. T & The Women) (2000): Marilyn
- Divina però perillosa (One Night at McCool's) (2001): Jewel
- El senyor dels anells: Les dues torres (2002): Arwen
- El senyor dels anells: La germandat de l'anell (2001): Arwen
- El senyor dels anells: El retorn del rei (2003): Arwen
- Jersey Girl (2004): Maya
- Lonesome Jim (2005): Anika
- Coin Locker Babies (2006)
- En algun racó de la memòria (2007)
- L'increïble Hulk (The Incredible Hulk) (2008)
- Ad Astra (2019): Eve McBride